# Bančići (Stolac)
Pour les articles homonymes, voir Bančići.
Bančići (en cyrillique : Банчићи) est un village de Bosnie-Herzégovine. Il est situé dans la municipalité de Stolac, dans le canton d'Herzégovine-Neretva et dans la fédération de Bosnie-et-Herzégovine. Selon les premiers résultats du recensement bosnien de 2013, il ne compte aucun habitant .
Avant la guerre de Bosnie-Herzégovine, le village faisait entièrement partie de la municipalité de Ljubinje ; après la guerre, son territoire a été partiellement rattaché à la municipalité de Stolac, intégrée à la fédération de Bosnie-et-Herzégovine.

## Démographie

### Évolution historique de la population dans la localité
| 1948 | 1953 | 1961 | 1971 | 1981 | 1991 | 2013 |
| ---- | ---- | ---- | ---- | ---- | ---- | ---- |
| -    | -    | 403  | 329  | 227  | 113  | 0    |

|  |